# Pseudococcidae
Las cochinillas harinosas, cochinillas blancas o cochinillas algodonosas son insectos en la familia Pseudococcidae, insectos "escamas" que habitan en climas cálidos y húmedos. Muchas especies son consideradas plagas ya que se alimentan de los jugos de las plantas de invernaderos, plantas del hogar y árboles subtropicales y también son vectores de varias enfermedades de las plantas.

## Distribución
Las cochinillas algodonosas se presentan en todo el mundo. Existen numerosas especies en la ecozona Paleártica y una cantidad menor en la  ecozona del Neotrópico.

## Descripción

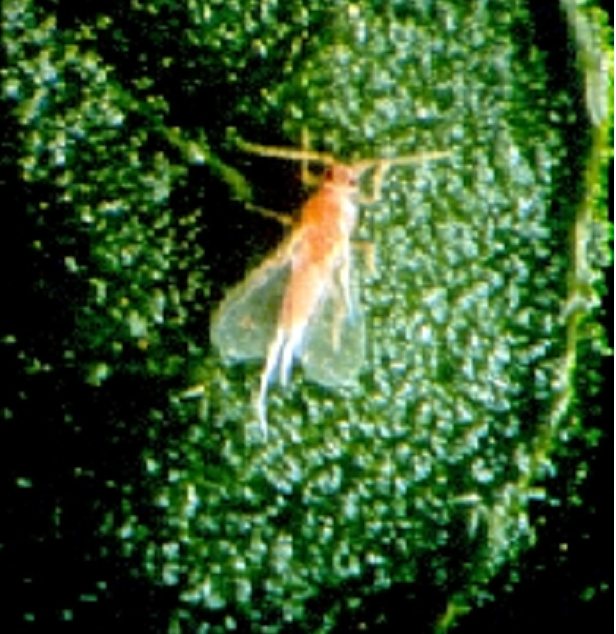
Macho de cochinilla blanca del hibisco, Maconellicoccus hirsutus.

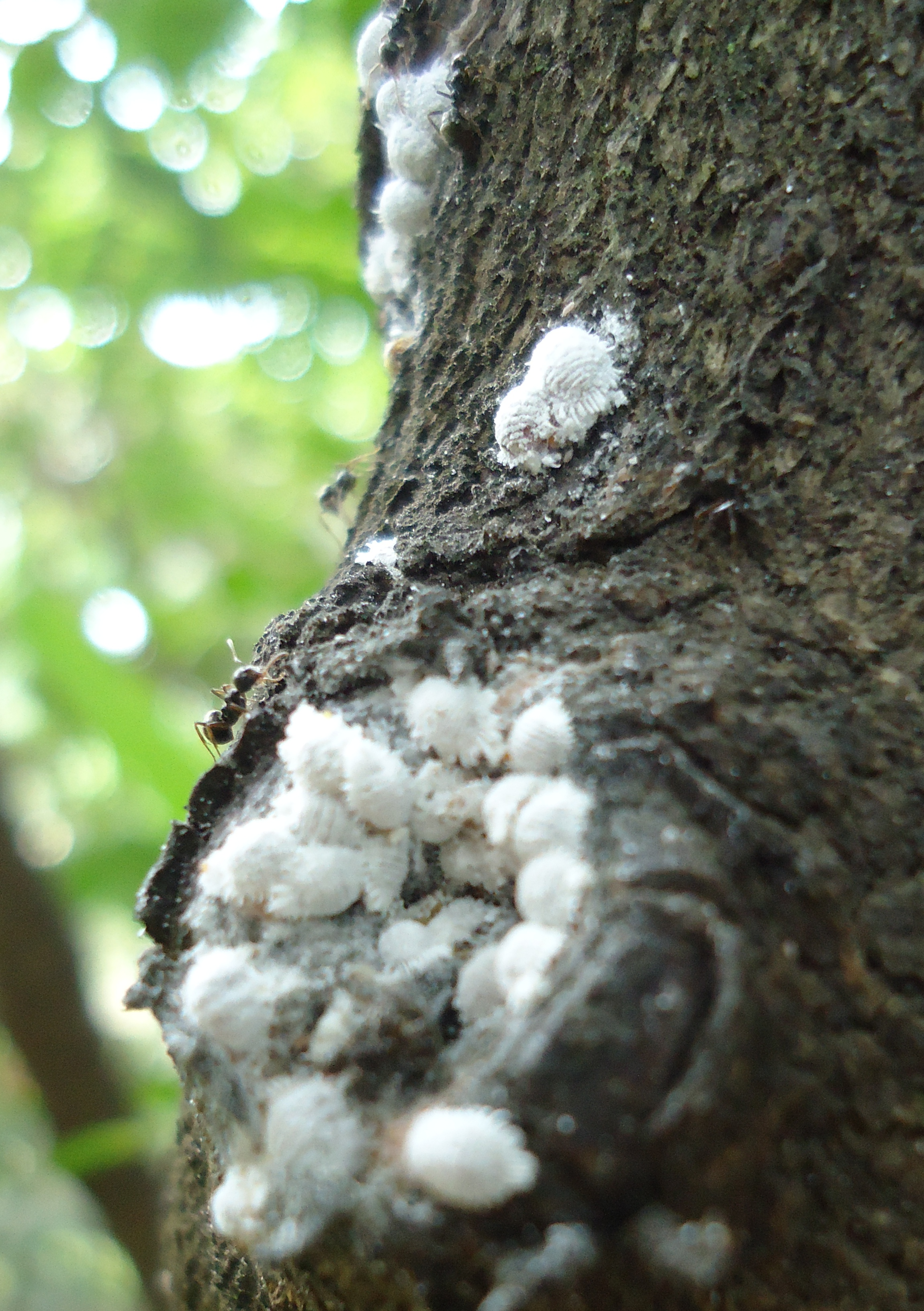
Hormigas Formica fusca atendiendo un grupo de cochinillas blancas.

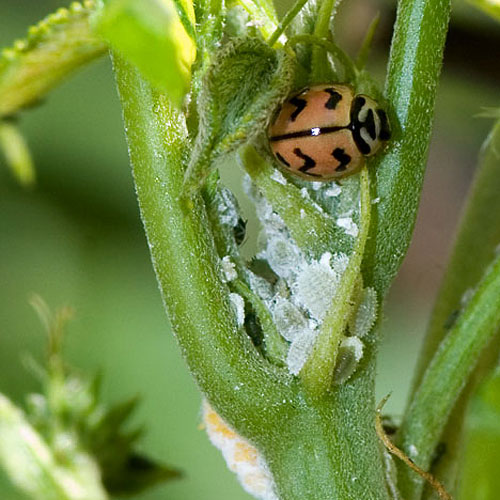
Una mariquita depredando sobre cochinillas blancas.

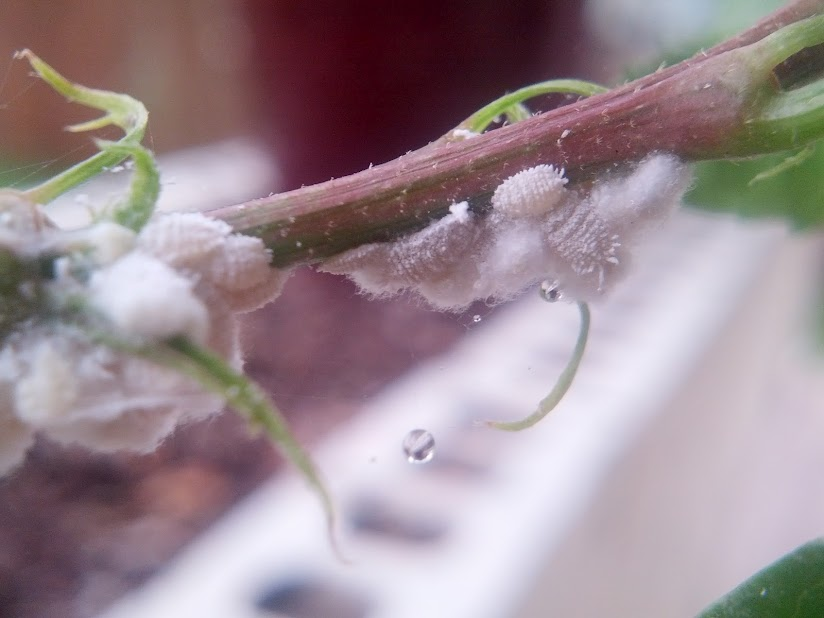
Cochinillas blancas alimentándose en una planta de hibisco.

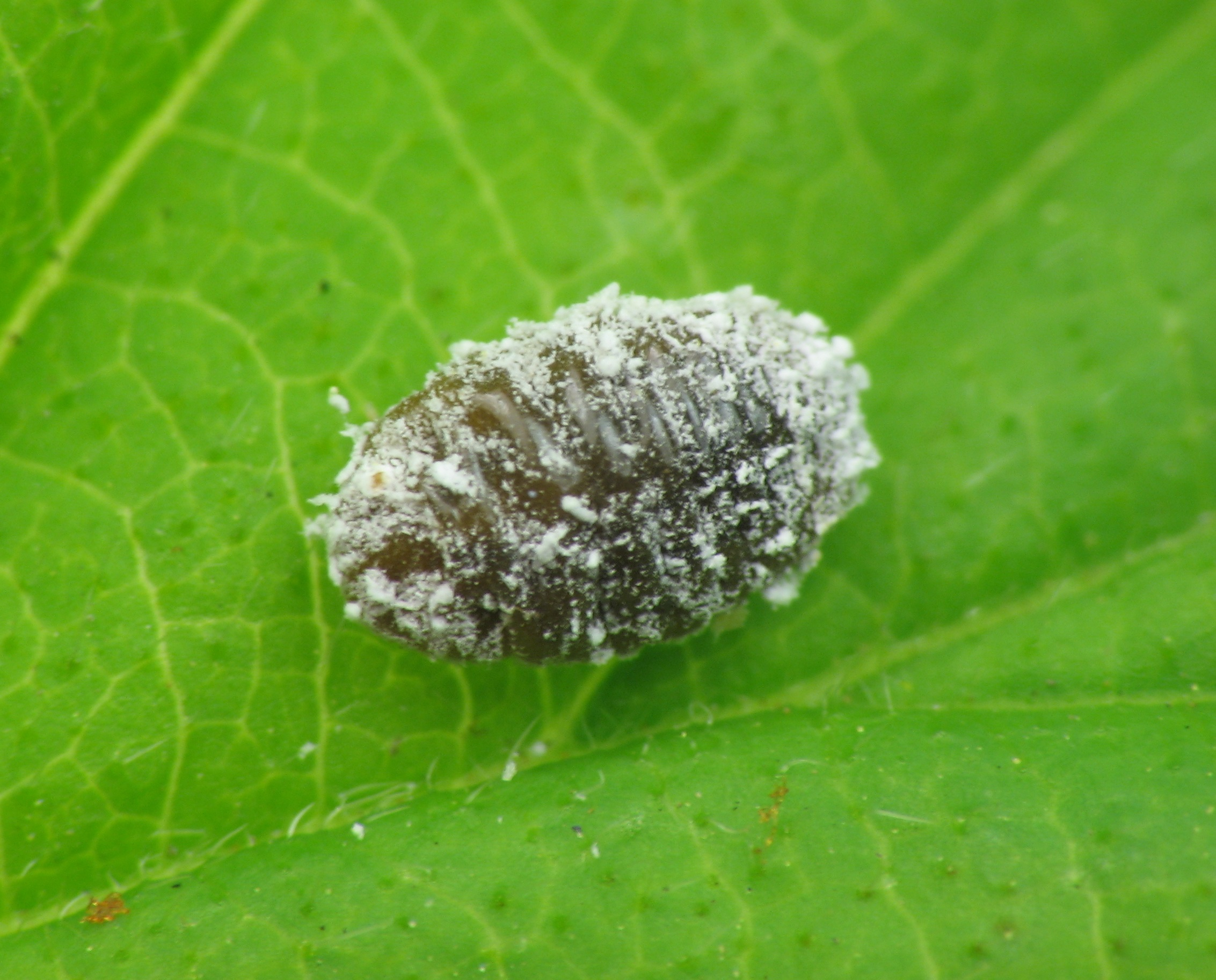
Phenacoccus aceris

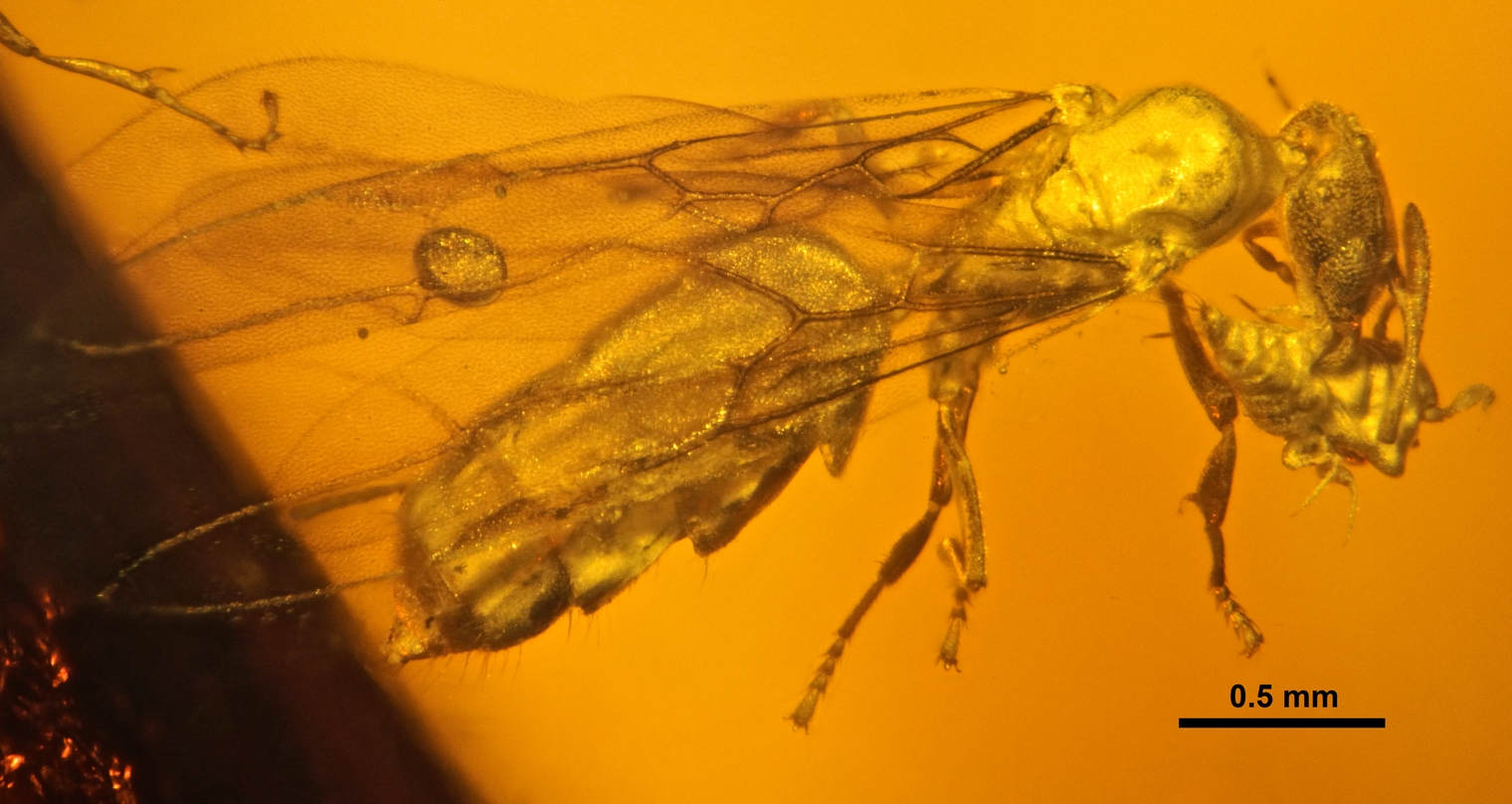
Hormiga Acropyga glaesaria acarreando una cochinilla blanca Electromyrmococcus abductus, fósiles en ámbar.

Las cochinillas algodonosas presentan dimorfismo sexual (los sexos poseen diferencias morfológicas). Las hembras retienen las características de ninfas, presentando una morfología reducida, sin alas, aunque a diferencia de numerosas hembras de insectos escama, a menudo poseen patas y se pueden desplazar. Las hembras no cambian completamente y comúnmente son neoténicas (presentando características de ninfas). Los machos adultos poseen alas. Dado que las cochinillas blancas (como también todos los otros Hemiptera) son insectos con hemimetabolismo, ellos no sufren una metamorfosis completa, o sea no existen etapas larval y de pupa, y las alas no se desarrollan internamente. Las cochinillas blancas machos experimentan un cambio radical durante su ciclo de vida, transformándose de ninfas ovoides sin alas a adultos voladores.
Las hembras de la cochinilla de la India se alimentan de la savia de las plantas, normalmente en las raíces u otras partes de la planta, y en unos pocos casos en la base de la fruta almacenada. Ellos se adosan a la planta y secretan una capa de cera polvorienta (de donde les viene el calificativo harinosa o algodonosa) que utilizan para protección mientras succionan los jugos de la planta. Los machos por su parte viven un lapso breve ya que no se alimentan durante su fase adulta y solo viven para fertilizar a las hembras. Las cochinillas de la harina de los cítricos vuelan hasta las hembras y se asemejan a mosquitos abultados.
Algunas especies de cochinillas harinosas colocan sus huevos (de 50 a 100) sobre la misma capa de cera que utilizan para protegerse; en otras especies las cochinillas nacen directamente de la hembra.

## Control
- Si la planta infectada puede tolerar el frío, esta puede ser colocada en un alféizar por ejemplo durante temperaturas frías. Esto alejará las cochinillas hasta las hojas más alejadas de la ventana, permitiendo su eliminación con un trapo.
- Larvas y adultos de mariquitas se alimentan de cochinillas, y pueden ser usados como control de la infestación.
- Las cochinillas blancas pueden ser controladas usando el hongo Lecanicillium lecanii.
- Jabón insecticida es efectivo contra las cochinillas blancas.
- Una solución acuosa que contiene 50% v/v 2-Propanol and 1% v/v dodecilsulfato sódico (presente en la mayoría de detergentes de uso doméstico) es efectiva contra las cochinillas. El alcohol isopropílico disuelve la capa de cera exterior, mientras que el dodecilsulfato sódico ataca a las cochinillas harinosas.
- Diazinón puede ser usado, pero puede necesitar múltiples aplicaciones.

## Géneros
- Acaciacoccus
- Acinicoccus
- Acrochordonus
- Adelosoma
- Agastococcus
- Albertinia
- Allomyrmococcus
- Allotrionymus
- Amonostherium
- Anaparaputo
- Anisococcus
- Annulococcus
- Anthelococcus
- Antoninia
- Antoninella
- Antoninoides
- Apodastococcus
- Artemicoccus
- Asaphococcus
- Asphodelococcus
- Asteliacoccus
- Atriplicicoccus
- Atrococcus
- Australicoccus
- Australiputo
- Balanococcus
- Bessenayla
- Bimillenia
- Birendracoccus
- Boninococcus
- Boreococcus
- Bouhelia
- Brasiliputo
- Brevennia
- Brevicoccus
- Callitricoccus
- Calyptococcus
- Cannococcus
- Capitisetella
- Cataenococcus
- Chaetococcus
- Chaetotrionymus
- Chileputo
- Chlorococcus
- Chnaurococcus
- Chorizococcus
- Chryseococcus
- Cintococcus
- Circaputo
- Cirnecoccus
- Clavicoccus
- Coccidohystrix
- Coccura
- Coleococcus
- Colombiacoccus
- Conicosoma
- Conulicoccus
- Coorongia
- Cormiococcus
- Criniticoccus
- Crisicoccus
- Crocydococcus
- Cryptoripersia
- Cucullococcus
- Cyperia
- Cypericoccus
- Cyphonococcus
- Dawa
- Delococcus
- Delottococcus
- Densispina
- Discococcus
- Distichlicoccus
- Diversicrus
- Drymococcus
- Dysmicoccus
- Eastia
- Ehrhornia
- Electromyrmococcus
- Epicoccus
- Erimococcus
- Eriocorys
- Erioides
- Erium
- Eucalyptococcus
- Eumirococcus
- Eumyrmococcus
- Eupeliococcus
- Euripersia
- Eurycoccus
- Exilipedronia
- Farinococcus
- Ferrisia
- Ferrisicoccus
- Fijicoccus
- Fonscolombia
- Formicococcus
- Gallulacoccus
- Geococcus
- Glycycnyza
- Gomezmenoricoccus
- Gouxia
- Greenoripersia
- Grewiacoccus
- Hadrococcus
- Heliococcus
- Heterococcopsis
- Heterococcus
- Heteroheliococcus
- Hippeococcus
- Hopefoldia
- Humococcus
- Hypogeococcus
- Iberococcus
- Idiococcus
- Indococcus
- Inopicoccus
- Ityococcus
- Kenmorea
- Kermicus
- Kiritshenkella
- Lachnodiella
- Lachnodiopsis
- Lacombia
- Laingiococcus
- Laminicoccus
- Lankacoccus
- Lantanacoccus
- Lenania
- Leptococcus
- Leptorhizoecus
- Liucoccus
- Lomatococcus
- Londiania
- Longicoccus
- Maconellicoccus
- Macrocepicoccus
- Maculicoccus
- Madacanthococcus
- Madagasia
- Madangiacoccus
- Madeurycoccus
- Malaicoccus
- Malekoccus
- Mammicoccus
- Marendellea
- Mascarenococcus
- Maskellococcus
- Mauricoccus
- Melanococcus
- Metadenopsis
- Metadenopus
- Miconicoccus
- Mirococcopsis
- Mirococcus
- Miscanthicoccus
- Misericoccus
- Mizococcus
- Mollicoccus
- Mombasinia
- Moystonia
- Mutabilicoccus
- Nairobia
- Natalensia
- Neochavesia
- Neoclavicoccus
- Neoripersia
- Neosimmondsia
- Neotrionymus
- Nesococcus
- Nesopedronia
- Nesticoccus
- Nipaecoccus
- Novonilacoccus
- Octococcus
- Odacoccus
- Ohiacoccus
- Oracella
- Orococcus
- Orstomicoccus
- Oxyacanthus
- Palaucoccus
- Palmicultor
- Paludicoccus
- Pandanicola
- Papuacoccus
- Paracoccus
- Paradiscococcus
- Paradoxococcus
- Paraferrisia
- Paramococcus
- Paramonostherium
- Paramyrmococcus
- Parapaludicoccus
- Parapedronia
- Paraputo
- Pararhodania
- Paratrionymus
- Parkermicus
- Paulianodes
- Pedrococcus
- Pedronia
- Peliococcopsis
- Peliococcus
- Pellizzaricoccus
- Penthococcus
- Peridiococcus
- Phenacoccus
- Phyllococcus
- Pilococcus
- Planococcoides
- Planococcus
- Pleistocerarius
- Plotococcus
- Poecilococcus
- Polystomophora
- Porisaccus
- Porococcus
- Prorhizoecus
- Prorsococcus
- Pseudantonina
- Pseudococcus
- Pseudorhizoecus
- Pseudorhodania
- Pseudoripersia
- Pseudotrionymus
- Puto
- Pygmaeococcus
- Quadrigallicoccus
- Rastrococcus
- Renicaula
- Rhizoecus
- Rhodania
- Ripersia
- Ritsemia
- Rosebankia
- Saccharicoccus
- Sarococcus
- Scaptococcus
- Seabrina
- Serrolecanium
- Seyneria
- Spartinacoccus
- Sphaerococcus
- Spilococcus
- Spinococcus
- Stachycoccus
- Stemmatomerinx
- Stipacoccus
- Strandanna
- Stricklandina
- Strombococcus
- Synacanthococcus
- Syrmococcus
- Tangicoccus
- Tasmanicoccus
- Telocorys
- Tibetococcus
- Tomentocera
- Trabutina
- Tridiscus
- Trimerococcus
- Trionymus
- Trochiscococcus
- Turbinococcus
- Tylococcus
- Tympanococcus
- Ventrispina
- Villosicoccus
- Volvicoccus
- Vryburgia
- Xenococcus
- Yudnapinna